# Виттенберген
Виттенберген (нем. Wittenbergen) — община в Германии, в земле Шлезвиг-Гольштейн. 
Входит в состав района Штайнбург. Подчиняется управлению Келлингхузен-Ланд.  Население составляет 181 человек (на 31 декабря 2010 года). Занимает площадь 4,59 км².